# Krenak
I Krenak sono un gruppo etnico del Brasile che ha una popolazione stimata in circa 230 individui. Parlano la lingua Krenak (codice ISO 639: KQQ) e sono principalmente di fede animista.
Vivono sul margine sinistro del Rio Doce, ad est dello stato brasiliano di São Paulo. La maggior parte dei Krenak parla anche il portoghese.